# Mesadenus
Mesadenus ist eine Gattung aus der Familie der Orchideen (Orchidaceae). Sie enthält sechs Arten, die im tropischen Amerika beheimatet sind.

## Beschreibung
Die Mesadenus-Arten sind krautige Pflanzen. Die Wurzeln entspringen büschelweise, sie sind fleischig, spindelförmig und behaart. Die Blätter stehen in einer grundständigen Rosette, zur Blütezeit sind sie schon verwelkt. Die Blätter sind gestielt, der Blattstiel umfasst den Spross, er ist kürzer als die Blattspreite. Die Blattspreite ist oval bis umgekehrt-lanzettlich. Die Blattoberfläche ist glänzend grün, manchmal von einem Netz anders gefärbter Blattadern überzogen.
Der endständige, einseitswendige, traubige Blütenstand ist im oberen Bereich behaart. Einige Hochblätter, die nach oben hin kleiner werden, umhüllen ihn teilweise. Die zahlreichen, duftenden Blüten sind klein, ihre Farbe ist grün oder rötlich braun. Die unbehaarten Tragblätter besitzen die gleiche Farbe wie die Blüten. Der Fruchtknoten ist ungestielt, schief spindelförmig und weist schräg nach oben. Die Sepalen sind einander ziemlich gleich geformt, sie stehen etwa parallel zueinander und bilden so eine Röhre, nur die Spitzen sind etwas nach außen gebogen. Das dorsale Sepal ist etwas konkav und für ein kurzes Stück mit der Säule verwachsen. Die seitlichen Sepalen sind an der Basis für ein kurzes Stück miteinander verwachsen und setzen mit schiefer Basis am Säulenfuß an, sie bilden dort eine kleine Vertiefung für den Nektar. Die Petalen liegen dem dorsalen Sepal an und haften mit ihren inneren Rändern dort an, ihre Spitzen sind frei. Die Lippe ist sitzend, bei einigen Arten an der Basis mit zwei nach hinten weisenden Nektardrüsen. Die Spreite der Lippe ist rinnig, die Seiten sind nach oben gebogen und haften der Säule an. Die Säule ist keulenförmig, an der Basis über sie Ansatzstelle am Fruchtknoten hinausreichend (Säulenfuß). Die Narbe ist halbkreisförmig bis zweilappig und u-förmig. Das Staubblatt ist an der Basis tief herzförmig, vorne mit eingezogener Spitze oder abgerundet. Es enthält die länglichen, nur lose zusammenklebenden Pollinien, die an einer gemeinsamen, mittig sitzenden Klebscheibe (Viscidium) hängen. Das Trenngewebe zwischen Staubblatt und Narbe (Rostellum) ist nur eine flache Membran mit einer kleinen mittigen Spitze. Die Kapselfrucht ist umgekehrt eiförmig und etwas asymmetrisch.

## Vorkommen
Mesadenus kommt im tropischen Amerika in zwei disjunkten Teilgebieten vor: Einmal in Mittelamerika, Mexiko,  Florida und der Karibik, zum zweiten im südöstlichen Brasilien. Die Arten wachsen an relativ trockenen Stellen in Grasland, Savanne und lichten Wäldern. Sie kommen bis in Höhenlagen von 2850 Meter vor.

## Systematik und botanische Geschichte
Mesadenus wird innerhalb der Tribus Cranichideae in die Subtribus Spiranthinae eingeordnet. Die Gattung wurde 1920 von Rudolf Schlechter in Beihefte zum Botanischen Centralblatt. Abt. 2 Band 37, Teil 2, Seite 367 beschrieben. Der Name setzt sich aus den griechischen Worten μέσος  Meso, „Mitte“, und ἀδένος adenos, „Drüse“, zusammen. Er bezieht sich auf das mittig an den Pollinien sitzende Viscidium. Lectotyp ist Mesadenus galeottianus, ein Synonym von Mesadenus polyanthus.
Die Gattung Mesadenus ist nah verwandt mit einigen Arten der Gattung Schiedeella. Balogh sah 1982 Mesadenus nur als Sektion einer weit gefassten Gattung Brachystele an.
Folgende Arten sind in der Gattung Mesadenus enthalten:
- Mesadenus chiangii (M.C.Johnst.) Garay: Sie kommt im mexikanischen Bundesstaat Coahuila vor.[1]
- Mesadenus glaziovii (Cogn.) Schltr.: Sie kommt im brasilianischen Bundesstaat Rio de Janeiro vor. Sie wird auch als Espinhassoa glaziovii (Cogn.) Salazar & J.A.N.Bat. in die Gattung Espinhassoa gestellt.[1]
- Mesadenus lucayanus (Britton) Schltr.: Sie kommt von Mexiko bis Guatemala und von Florida bis zur Karibik vor.[1]
- Mesadenus polyanthus (Rchb.f.) Schltr.: Sie kommt von Mexiko bis Belize vor.[1]
- Mesadenus rhombiglossus (Pabst) Garay: Sie kommt im brasilianischen Bundesstaat Minas Gerais vor. Sie wird auch als Espinhassoa rhombiglossa (Pabst) Salazar & J.A.N.Bat. in die Gattung Espinhassoa gestellt.[1]
- Mesadenus tenuissimus (L.O.Williams) Garay: Sie kommt in den mexikanischen Bundesstaaten Morelos und Oaxaca vor.[1]

Nicht mehr zu dieser Gattung wird gerechnet:
- Mesadenus affinis (C.Schweinf.) Garay  =>  Schiedeella affinis (C.Schweinf.) Salazar

## Weiterführendes
- Liste der Orchideengattungen